# 1466
Rok 1466 (MCDLXVI) byl nepřestupný rok, který podle juliánského kalendáře započal středou. Jedná se o jeden z osmi let, u nějž je v římských číslicích použito každé písmeno jen jedenkrát.
Podle židovského kalendáře došlo k přelomu let 5226 a 5227. Podle islámského kalendáře započal dne 22. srpna rok 871.

## Události
- Gruzínské království se po anarchii rozpadá na soupeřící státy – Kartli, Kachetii, Imeretie a Samtskhe-Saatabago. Dále pak vznikají další malá knížectví. Rozpad vyvrcholil v roce 1490, kdy Konstantin II. Gruzínský musel uznat ostatní nezávislé státy.
- Je vydána první německy psaná Bible (Mentelinská bible).
- Francouzský král Ludvík XI. zakládá v Lyonu tkalcovnu hedvábí.
- Ve Štrasburku je otevřen první známý obchod s brýlemi.

### Probíhající události
- 1454–1466 – Třináctiletá válka
- 1455–1487 – Války růží

## Narození

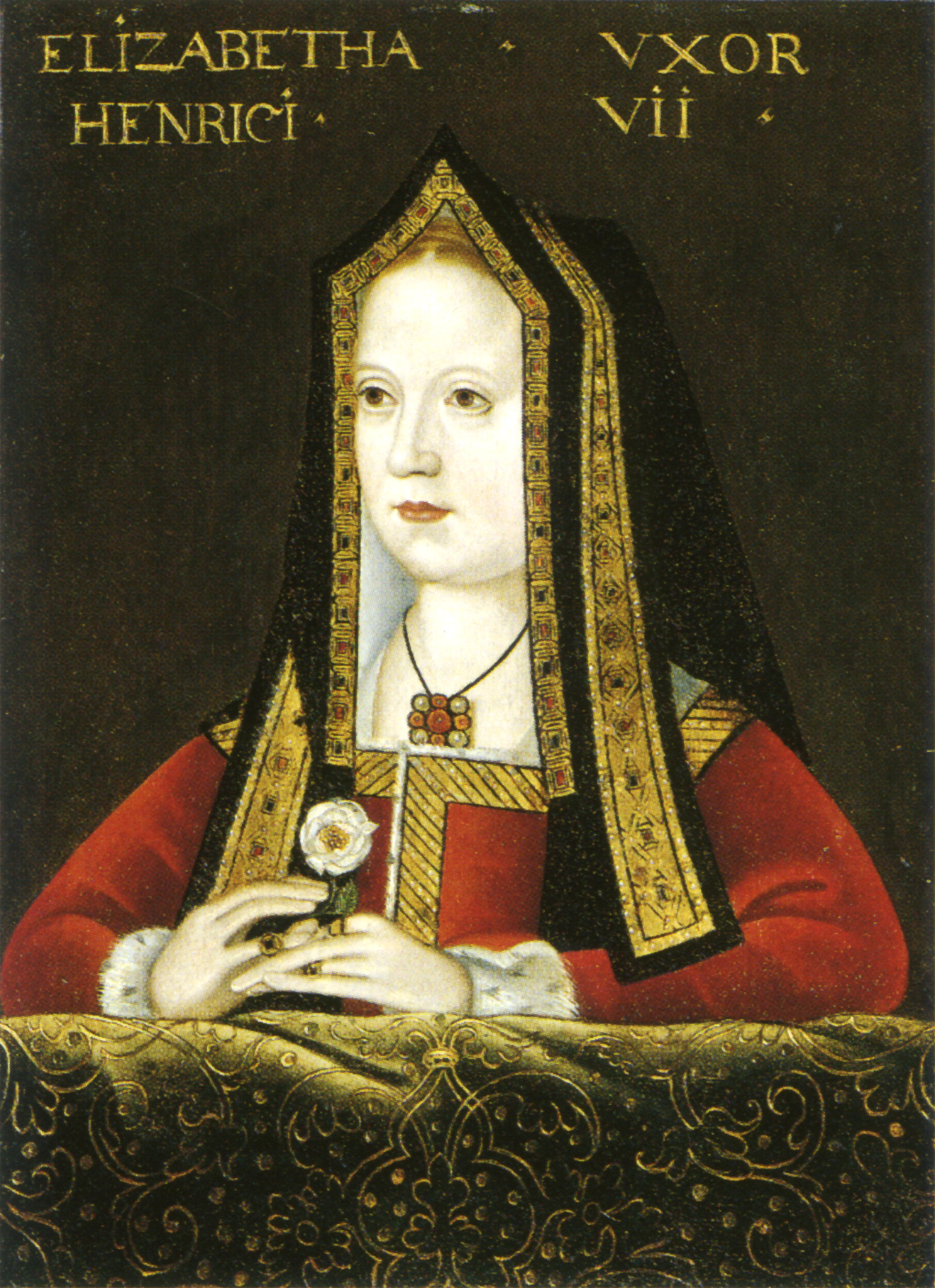
Alžběta z Yorku (* 11. února)

### Česko
- 24. ledna – Jan Šlechta ze Všehrd, český humanista a diplomat jagellonského období († 1525)

### Svět
- 11. února – Alžběta z Yorku, anglická královna jako manželka Jindřicha VII. († 1503)
- 16. dubna – Ján IV. Turzo, slezský katolický biskup († 2. srpna 1520)
- 18. června – Ottaviano Petrucci, italský tiskař, vynálezce nototisku († 7. května 1539)
- 5. července – Giovanni Sforza, italský šlechtic († 27. července 1510)
- 27. října – Erasmus Rotterdamský, holandský myslitel a filozof († 12. července 1536)
- 30. listopadu – Andrea Doria, italský námořník, admirál, voják, politik († 25. listopadu 1560)
- neznámé datum
  - Čan Žuo-šuej, čínský úředník a neokonfuciánský filozof († 1560)

## Úmrtí

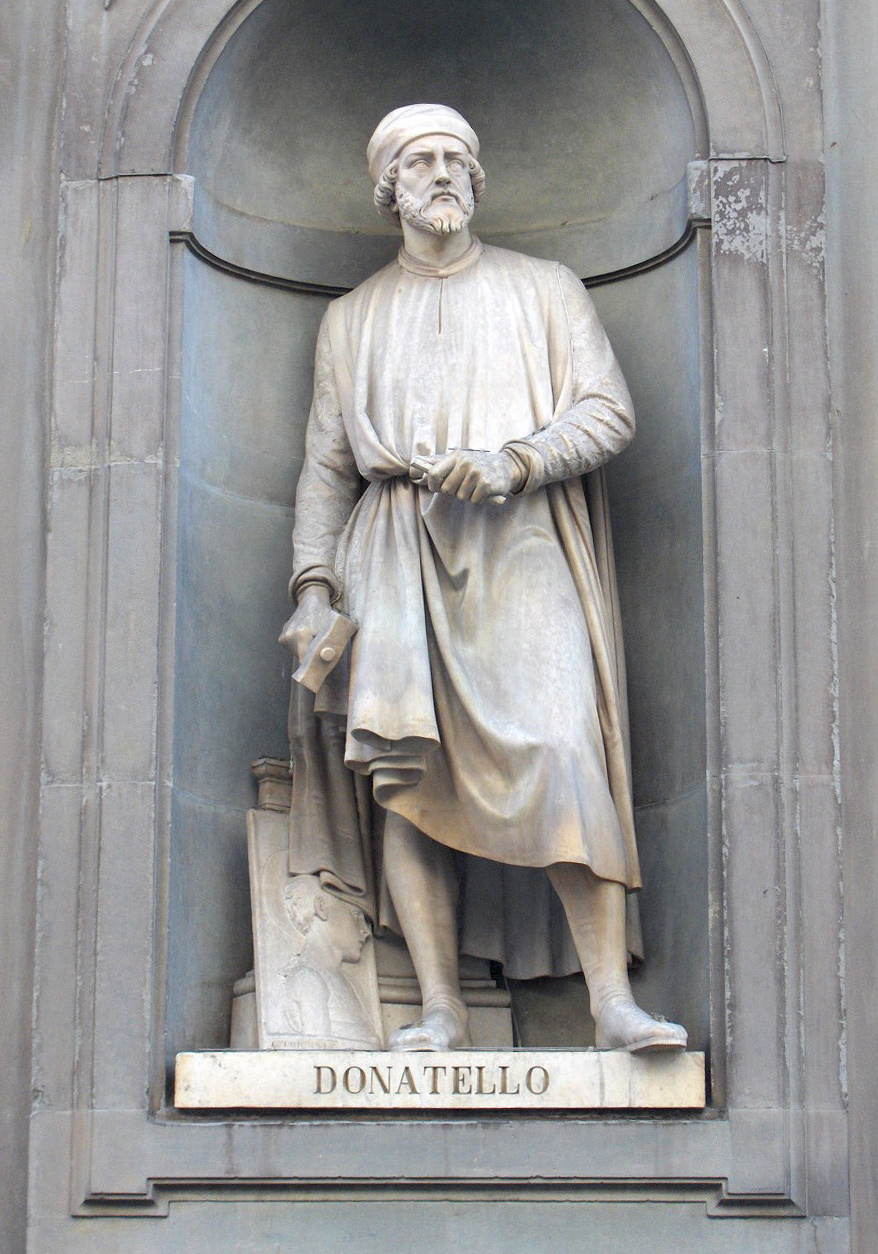
Donatello († 13. prosince)

### Česko
- 16. ledna – Jindřich ze Stráže, šlechtic (* ?)
- leden – Jiří z Kravář a Strážnice, moravský šlechtic a syn Petra z Kravář a Strážnice (* 1415?)

#### Svět
- 08. března – Francesco I. Sforza, italský kondotiér a první milánský vévoda z rodu Sforzů (* 23. července 1401)
- 26. října – Isabela z Braganzy, italská a portugalská šlechtična (* říjen 1402)
- 13. prosince – Donatello, florentský sochař a umělec rané renesance (* asi 1386)

## Hlavy států
- České království – Jiří z Poděbrad
- Svatá říše římská – Fridrich III.
- Papež – Pavel II.
- Anglické království – Eduard IV.
- Dánsko – Kristián I. Dánský
- Francouzské království – Ludvík XI.
- Polské království – Kazimír IV. Jagellonský
- Uherské království – Matyáš Korvín
- Litevské knížectví – Kazimír IV. Jagellonský
- Chorvatské království – Matyáš Korvín
- Norsko – Kristián I. Dánský
- Portugalsko – Alfons V. Portugalský
- Švédsko – regent Jöns Bengtsson Oxenstiern